# فرودگاه لا گراند-۴
فرودگاه لا گراند-۴  (به انگلیسی: La Grande-4 Airport) یک فرودگاه خصوصی با کد یاتا YAH است که یک باند فرود شن دارد و طول باند آن ۱۵۲۷ متر است. این فرودگاه در کشور کانادا قرار دارد و در ارتفاع ۳۰۶ متری از سطح دریا واقع شده است.